# من الجاني (فلم)
من الجاني فيلم مصري من إنتاج عام 1944، بطولة أنور وجدي، إخراج أحمد بدرخان.

## فريق العمل
- أنور وجدي
- عبده السروجي
- ليلى فوزي
- ثريا حلمي
- محمد توفيق
- محمود إسماعيل
- نجمة إبراهيم
- ثريا فخري
- أمينة رزق
- سامية جمال
- إسماعيل ياسين
- عباس فارس
- ماري منيب

## روابط خارجية
- مقالات تستعمل روابط فنية بلا صلة مع ويكي بيانات